# Place des Nations
Die Place des Nations, deutsch «Platz der Nationen», ist ein Platz im Norden der Stadt Genf in der Schweiz. Er beginnt an der Avenue de la Paix im Nordosten und erstreckt sich über die Avenue de France im Südwesten hinein ins Gelände der Internationalen Fernmeldeunion. Der Seiteneingang zum Palais des Nations, dem europäischen Hauptsitz der Vereinten Nationen, befindet sich auf der Seite der Avenue de la Paix, hinter einer Allee mit den Flaggen aller Mitgliedsstaaten der Vereinten Nationen.
Streifen aus Granit und Beton bilden die Oberfläche des Platzes. Hinter der Avenue de France setzen sich die Granitstreifen fort, von Grünflächen unterbrochen. Verschiedenfarbige Granitplatten sollen die Vielfalt der Nationen darstellen. In sieben der Betonstreifen entspringen ebenerdig je zwölf Wasserfontänen in wechselndem Spiel. Stelen an der West- und Ostseite des Platzes zeigen die Entstehung der Kontinente in der Erdgeschichte.
Vor der Eingangspforte zum Palais des Nations steht die Skulptur broken chair des Künstlers Daniel Berset. Sie wurde 1997 als Mahnmal für die durch Einsatz von Waffengewalt verstümmelte oder getötete Zivilbevölkerung errichtet und sollte ursprünglich möglichst viele Staaten motivieren, die Ottawa-Konvention gegen Antipersonenminen zu unterzeichnen. An der Umfassungsmauer des Geländes der Vereinten Nationen, vom Platz aus gut sichtbar, befindet sich ein Keramikfresko des Künstlers Hans Erni mit dem griechischen Titel ta panta rei. Der Künstler schuf es im Alter von über hundert Jahren, es wurde am 3. Juni 2009 eingeweiht.
Der Platz bildet auch einen Verkehrsknotenpunkt. Hier befindet sich die Endhaltestelle der Line 15 der Strassenbahn Genf sowie Haltestellen zahlreicher Buslinien. 

## Bilder

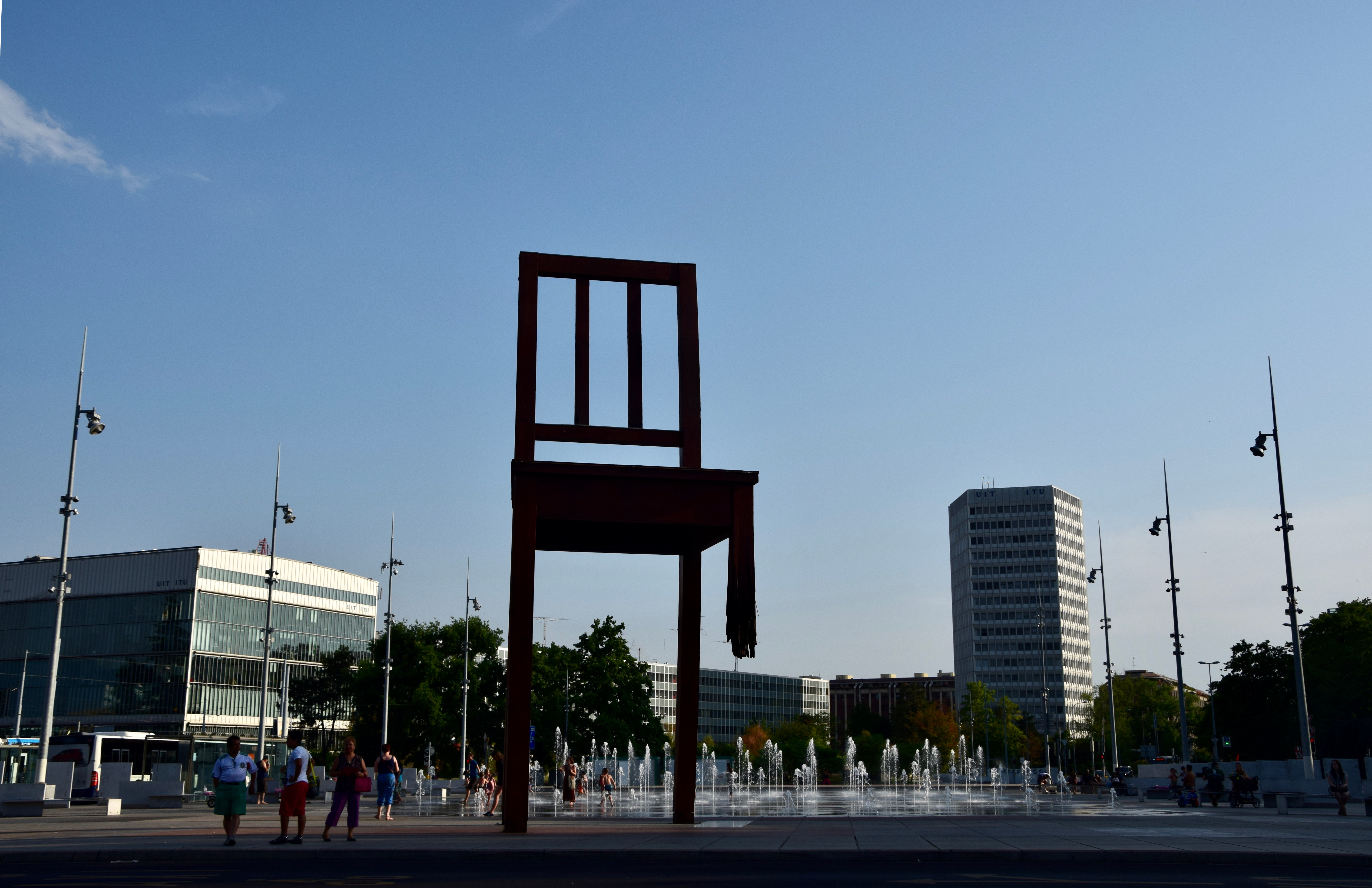
Ansicht des Platzes mit Springbrunnen von der Nordostseite her gesehen.
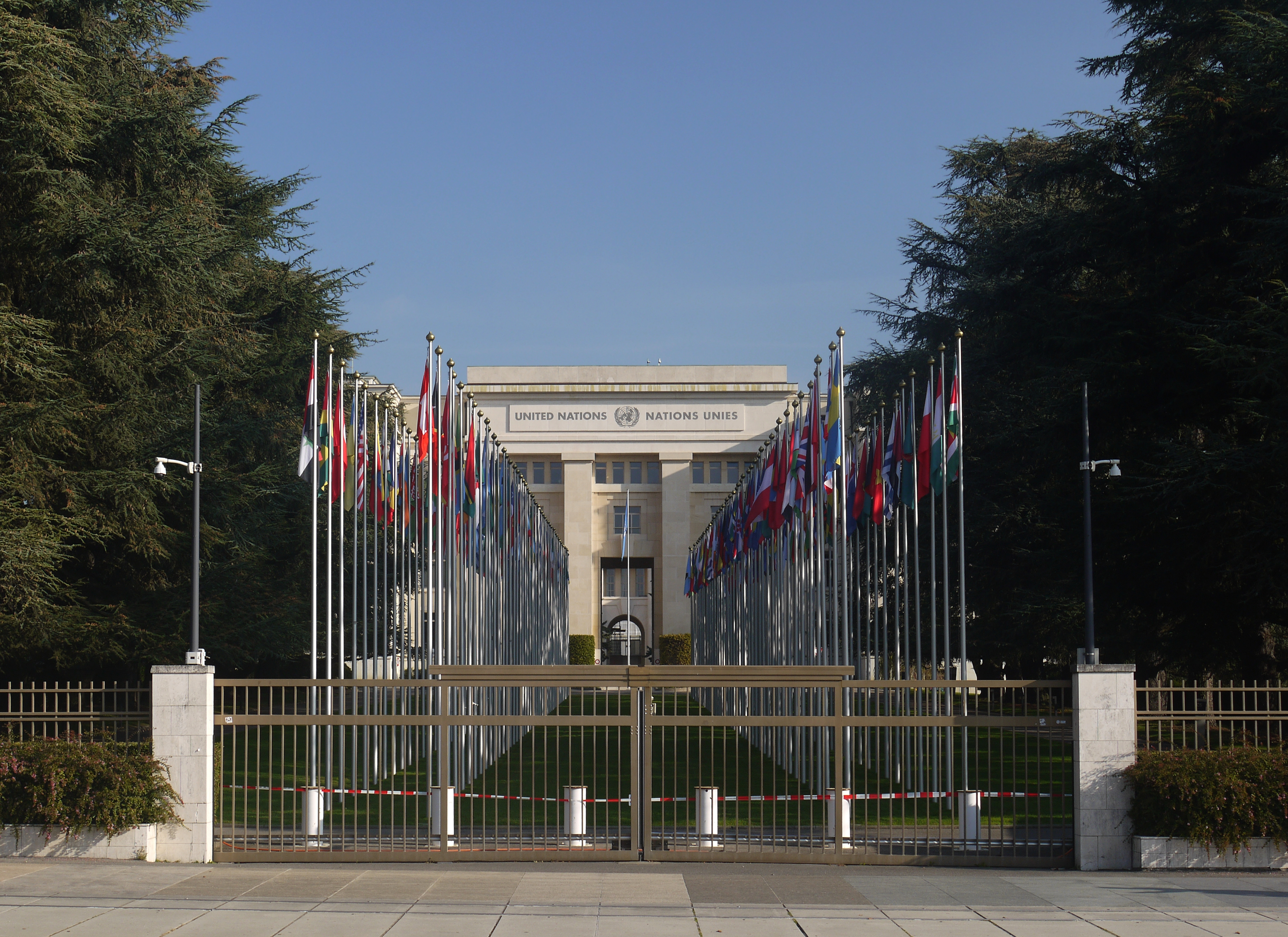
Allee mit den Flaggen aller Mitgliedstaaten der UNO.
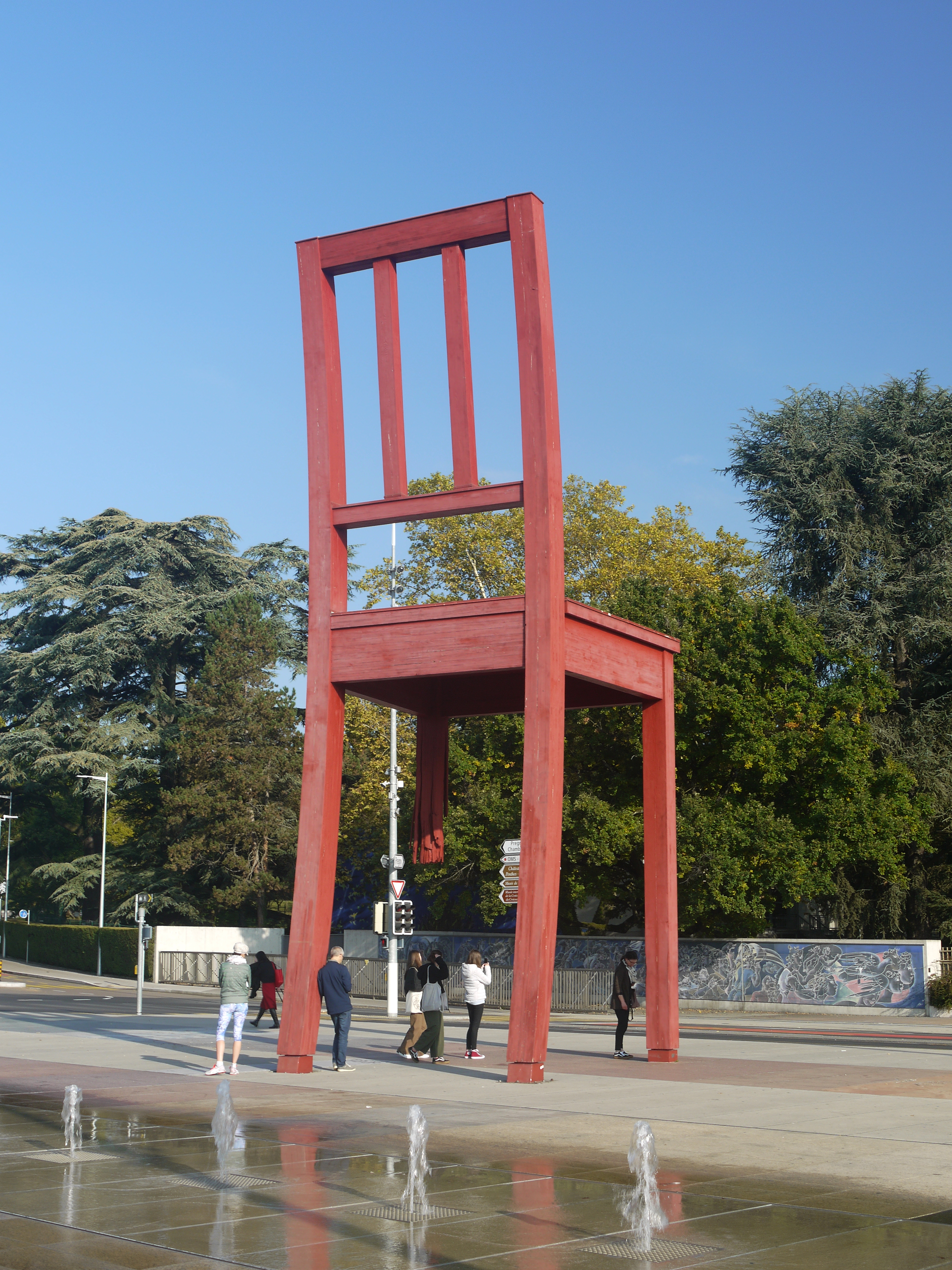
Skulptur broken chair von Daniel Berset, im Hintergrund das Keramikfresko von Hans Erni.

Koordinaten: 46° 13′ 21,2″ N, 6° 8′ 19,3″ O; CH1903: 499702 / 119844